# Insuberek
Az insuberek hatalmas ókori kelta törzs Felső-Itáliában, Gallia Transpadanában a Ticinus és Lacus Larius közötti vidéken. Fővárosuk Melodonum volt. i. e. 222-ben a rómaiak legyőzték őket, ennek következtében római szokásokat vettek fel, sőt a latin nyelvet is átvették. Livius ír róluk.